# Gwinnett Braves
Gwinnett Braves – amerykańska drużyna baseballowa mająca swoją siedzibę w Lawrenceville w stanie Georgia.
 Od 1965 roku jest klubem farmerskim Atlanta Braves.